# Chó cảnh

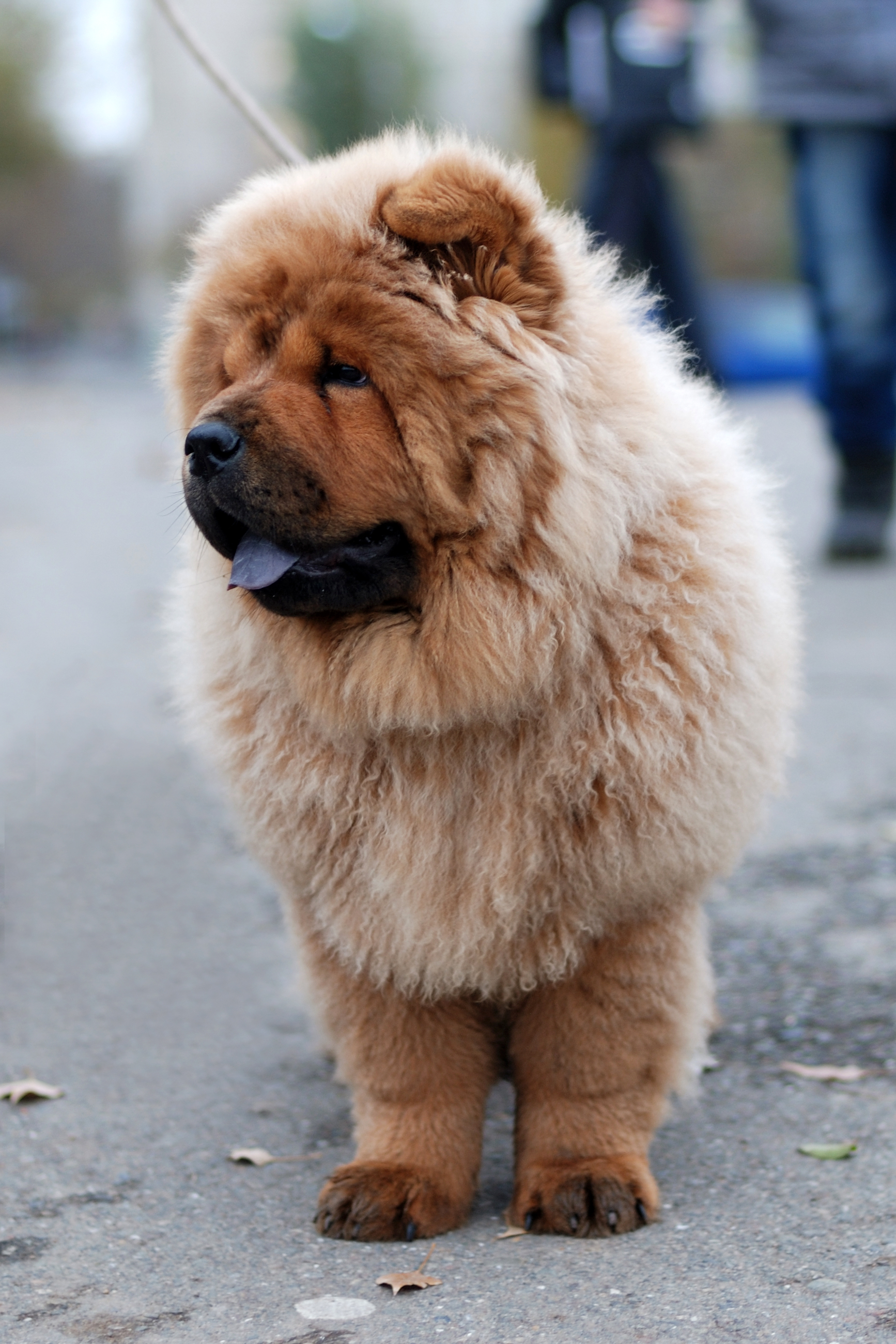
Một con chó làm cảnh thuộc giống chó Chow chow

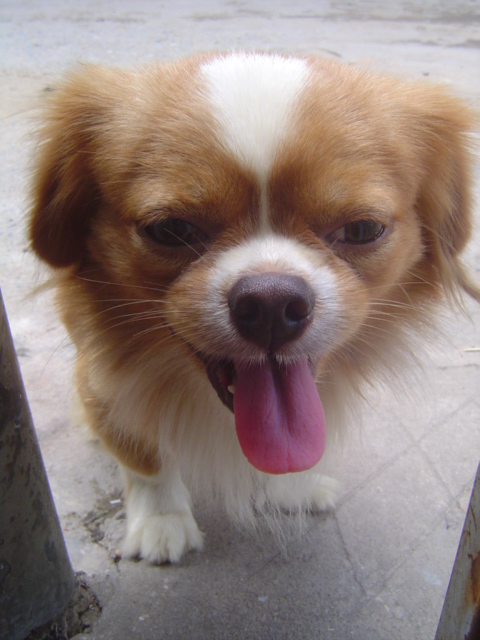
Một chú chó cảnh dễ thương

Chó cảnh hay còn gọi là chó kiểng, chó cưng là những loài chó được nuôi để làm cảnh. Chúng được lai tạo, chọn lọc để cho ra loại có ngoại hình đủ nhỏ để được nằm gọn trong vòng tay hoặc nằm thoải mái trên đùi của một con người đồng thời chúng có tính khí dễ chịu, thân thiện và thích được như vậy. Các loại chó cảnh thường có ngoại hình nhỏ nhắn, xinh xắn, dễ thương, đặc tính hiền lành, thân thiện và vẻ đẹp. Chó cảnh không phải là một giống cụ thể, nhưng là một thuật ngữ chung cho một loại chó có kích thước nhỏ và thân thiện với con người.

## Đặc điểm

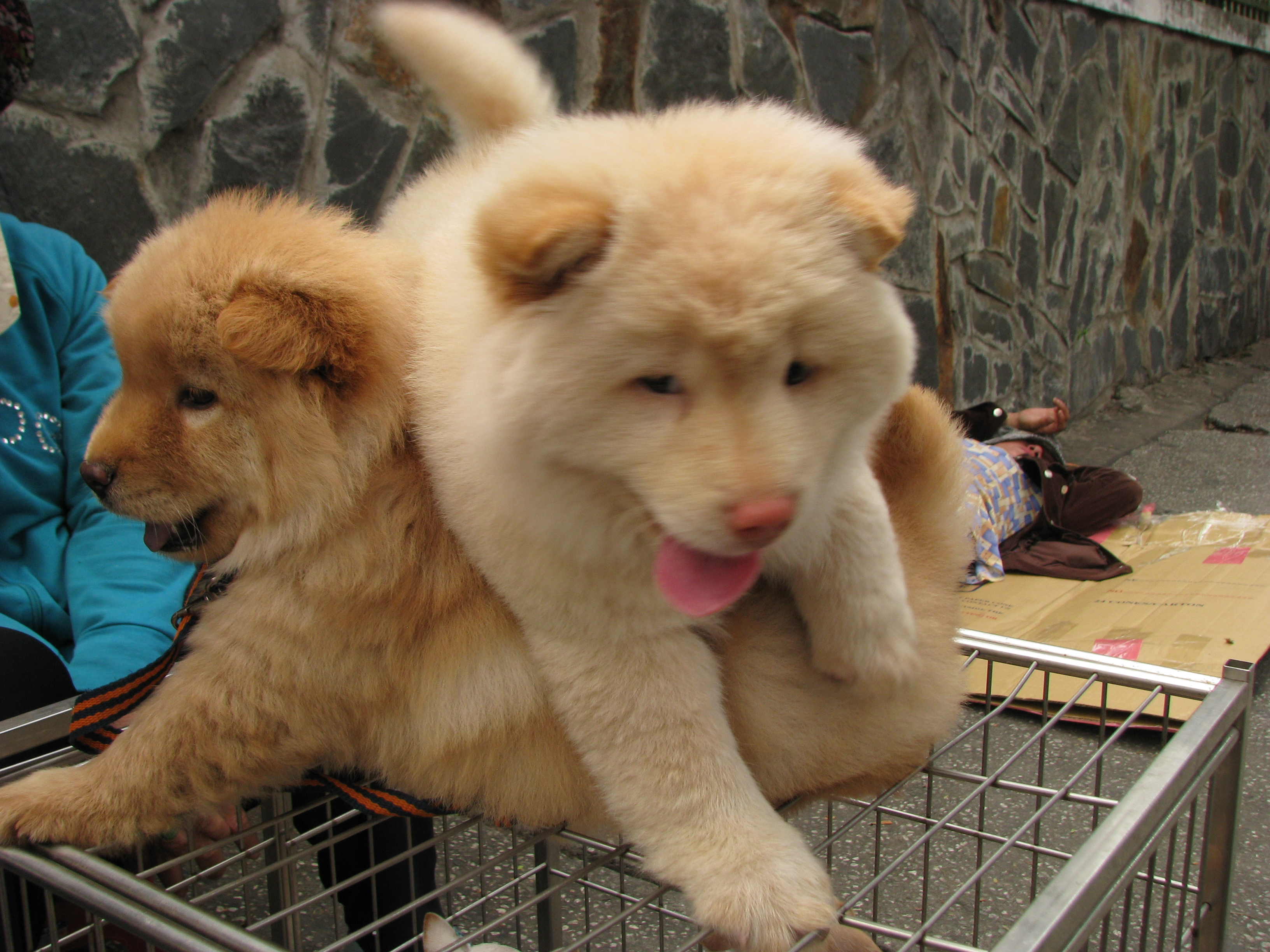
Chó cảnh được bày bán ở Sài Gòn

Đây là con vật được tạo ra do nhu cầu giải trí, vuốt ve, ôm ấp, nâng niu của con người và chó cảnh như là một vật đồng hành ngoan ngoãn không có chức năng làm việc cũng như những bản tính hoang dã như tổ tiên của chúng, chúng chỉ biết lon ton chạy theo chủ, mỗi một con có hình dáng riêng theo thẩm mỹ của chủ. Đặc biệt chúng được chủ cưng chiều và chăm sóc rất kỹ lưỡng. Những con chó ngoại nhập thường rất dễ thương và rất khôn. Có một con trong nhà, chạy nhảy tung tăng hoặc nằm cuộn tròn trên salon trông cũng ngồ ngộ. Trẻ con rất thích ôm những chú chó bé tí xíu, bộ lông mượt mà, được chải bới cẩn thận, những con chó này thích đi chơi lòng vòng, thường thích ngồi trên xe máy hoặc xe hơi và hễ khi chủ lơ đãng là xổng chạy.
Phân tích di truyền cho thấy chó cảnh là một trong những loại hình cụ thể đầu tiên của con chó sống với mọi người. Ngày nay hầu hết các con chó cảnh rơi vào nhóm giống đồ chơi của trẻ em. Những chó cảnh nhỏ nhắn, lông trắng, được nhiều bạn nữ yêu thích. Trong các loại chó cảnh thì giống chó xù hay còn gọi là chó bông, đặc biệt được ưa chuộng.
Người chuyên nuôi chó chia chó cảnh ra làm hai loại: 
- Loại nhỏ con, xinh xắn có chó Phốc, Chihuahua, Cocker, Yorshire, chó Nhật, chó Bắc Kinh
- Loại to con, hung dữ có chó Berger, chó đốm Dalmatian, Dobermann, New Foundland và giống chó Phú Quốc của Việt Nam.

Một số giống chó là những giống nhập ngoại, với giá cao, thấp khác nhau. Đặc biệt có những giống chó có giá thành rất lớn. Thị trường chó hiện nay đa dạng và phong phú về chủng loại. Tùy vào khả năng tài chính và sở thích mà mỗi người, sẽ chọn cho mình một con chó phù hợp. Với giá trung bình, người mua có thể chọn chó Phốc hươu nhỏ nhắn, trông giống như một chú hươu thu nhỏ. Hoặc chó Chihuahua rất bé (khoảng 1 - 1,5 kg) và cực kì đáng yêu, đây cũng là giống chó rất đắt tiền. Đắt hơn nữa là các giống như: Giống Akita Inu của Nhật trông rất dễ thương với bộ lông trắng tuyền, giống Bulldog của Anh trông rất ngầu nhưng ngộ nghĩnh, giống Retriever của Mỹ có bộ lông xoăn vàng rất đẹp, giống Husky mõm nhọn, rất độc đáo của vùng Siberi.

## Khuyến cáo

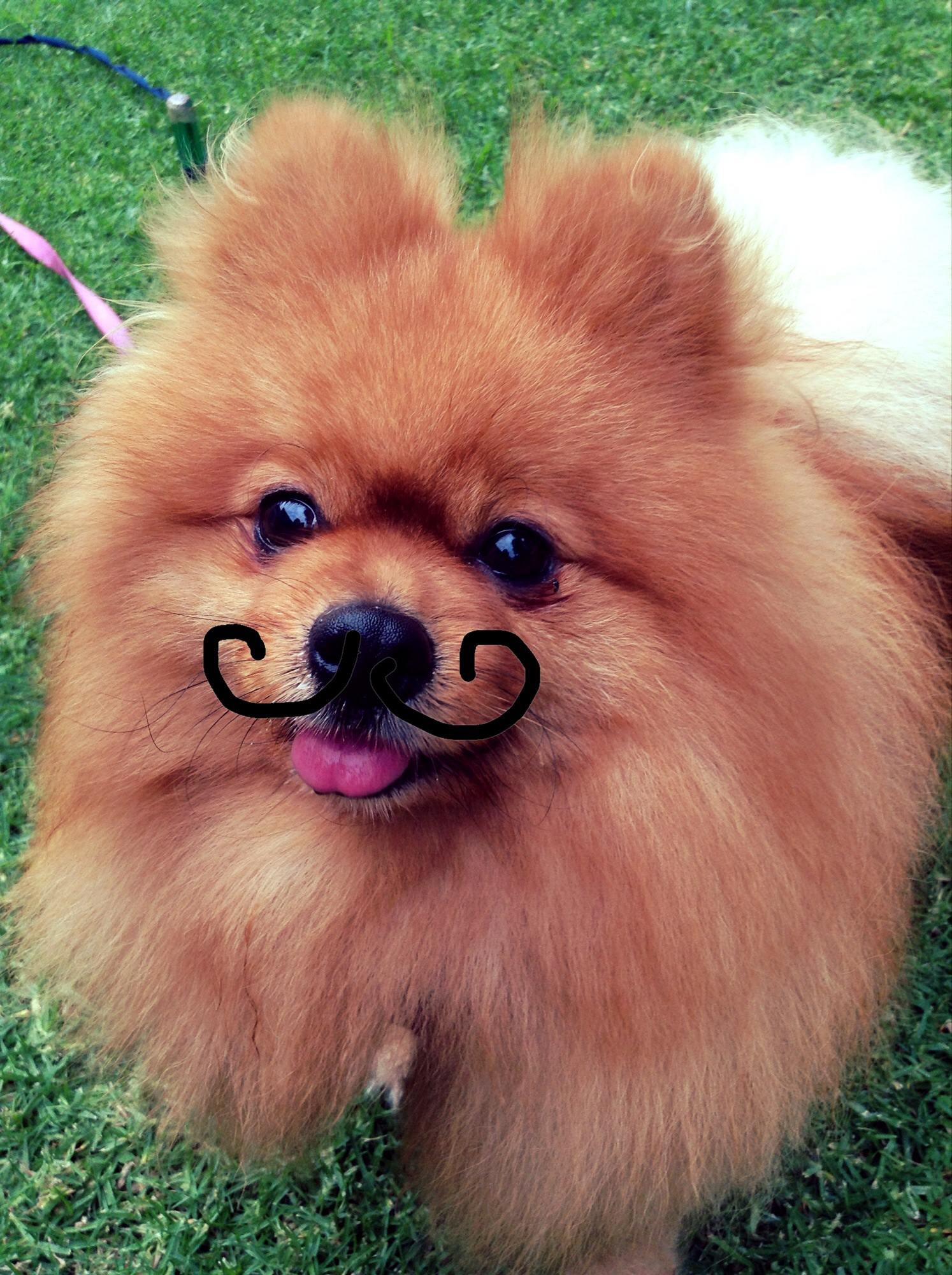
Một con chó cảnh

Người chủ và chó cảnh có sự gần gũi, thân thiết và rất yêu chiều. Khi đi ngủ, có nhiều người còn cho cả chó ngủ cùng. Tuy nhiên ít người biết rằng, những hành động vuốt ve, ôm ấp những con thú cưng đó lại tạo cơ hội cho những căn bệnh lây từ chó sang người. Nguy cơ lớn nhất là bệnh dại. Phổ biến hơn, một số bệnh như là bệnh giun sán, giun đũa, bệnh hắc lào, bệnh liên quan đến hô hấp... cho người mà nguồn lây bệnh chủ yếu là từ lông chó. Ấu trùng sán thường ký sinh trên bọ chó, bọ chét hoặc được thải qua đường tiêu hóa. Trong quá trình tiếp xúc, nếu không cẩn thận con người rất dễ bị lây một số bệnh từ chúng.
Tại Việt Nam, trên địa bàn Biên Hòa rộ lên phong trào nuôi chó kiểng nhập từ các nước, như Nhật, Trung Quốc, Đức. Địa điểm bán chó kiểng thường được tổ chức bên vệ đường. Thông thường, người mua chó kiểng thường thấy loài vật này đẹp, lạ, giá vừa túi tiền, nhưng ít quan tâm đến giống gì, sức khỏe ra sao và được tiêm ngừa chưa. Bởi chó kiểng ngoại nhập từ nơi khác đến đã quen với khí hậu ở nơi nó sinh ra, lớn lên, do đó, khi về Việt Nam chúng dễ bị bệnh.

## Ở Việt Nam
Trong văn hóa, quan niệm của người Việt Nam là Nhà giàu nuôi chó, nhà khó nuôi con hay Giàu chuộng chó, khó chuộng con, vì nhà giàu thường nuôi chó để giữ nhà, chống kẻ trộm, trong khi nhà nghèo thì vất vả, thú nuôi chó cũng vì thế xuất hiện từ lâu. Có người xuất phát từ tình yêu loài vật thực sự, nhưng cũng có người thấy người ta nuôi mình cũng nuôi một vài con để trang trí.
Phong trào nuôi chó cảnh đã xuất hiện ở Việt Nam từ khá lâu. Thú chơi này, gần đây được giới trẻ Hà Nội đặc biệt ưa chuộng, rất nhiều giống chó ngoại đã được nhập về Việt Nam. Họ tập hợp nhau lại để lập hội cùng thú vui nuôi chó. Nuôi chó cảnh, nếu không chịu đầu tư tiền bạc và công sức thì không thể chơi thú này được. Việc nuôi chó cảnh hiện nay đang là một nghề rất hot và đầy tiềm năng ở thị trường Việt Nam do độ chịu chơi ngày một tăng của người Việt, nhiều người đang tìm tới thú chơi chó cảnh như một thứ để khẳng định đẳng cấp của mình và vì thế, thị trường cho ngành này đang rất rộng mở.
Những năm trước nhiều người thích chơi chó Nhật, chó Bắc Kinh. Bây giờ các giống chó đẹp trên thế giới đều đã có mặt ở Việt Nam. Người ta có thể tìm hiểu cặn kẽ tên tuổi, gốc gác, sở thích, cách chăm sóc từng giống chó trên thế giới qua các trang web chuyên về chó. Không dừng lại ở thú vui và niềm đam mê nhất thời, người nuôi chó kiểng đã bắt đầu quan tâm và tìm hiểu kỹ về nguồn gốc, xuất xứ, phả hệ, giấy khai sinh của chó đồng thời đi sâu vào nghiên cứu kỹ về một giống chó nếu họ có ý định đầu tư nuôi.